# Kosciuszko Bridge
Pour les articles homonymes, voir Kosciuszko.
Le Kosciuszko Bridge est un pont routier de la ville de New York reliant les arrondissements de Brooklyn et Queens. Pont en treillis, il fut ouvert en 1939. Il porte le nom du général polonais Tadeusz Kościuszko qui combattit durant la guerre d'Indépendance américaine. Le pont peut être vu en arrière-plan dans la scène des funérailles dans le film Le Parrain. 

## Source
- (en) Cet article est partiellement ou en totalité issu de l’article de Wikipédia en anglais intitulé « Kosciuszko Bridge (New York City) » (voir la liste des auteurs).